# Nilze Carvalho
Nilze Carvalho (* 28. Juli 1969 in Nova Iguaçu, Bundesstaat Rio de Janeiro), eigentlich Albenise de Carvalho Ricardo, ist eine brasilianische Mandolinistin, Cavaquinhospielerin, Sängerin und Komponistin, die sich hauptsächlich dem Choro widmet.

## Leben
Nilze Carvalho begann im Alter von 5 Jahren Cavaquinho zu spielen und hatte bereits mit 6 Jahren ihre ersten öffentlichen Auftritte. Im Alter von 11 bis 14 nahm sie als Mandolinistin eine Reihe von vier Schallplatten unter dem Titel Choro de Menina auf.
1984 begann ihre internationale Karriere, es folgten Tourneen durch einige europäische Länder, China, Australien, die Vereinigten Staaten und Japan, wo sie sieben Jahre lebte. Seit geraumer Zeit arbeitet sie mit der Gruppe Sururu na Roda zusammen.

## Diskografie
LP
- 1981: Choro de menina
- 1982: Choro de menina. Vol. 2
- 1983: Choro de menina. Vol. 3
- 1984: Choro de menina. Vol. 4

CD
- 1997: Chorinhos de ouro. Vol. 4
- 2002: Arco da Velha
- 2003: Lembranças cariocas
- 2003: Um ser de luz - saudação à Clara Nunes
- 2004: Sururu na Roda
- 2005: Estava faltando você
- 2010: O que é meu